# Uniwersytet Rzeszowski

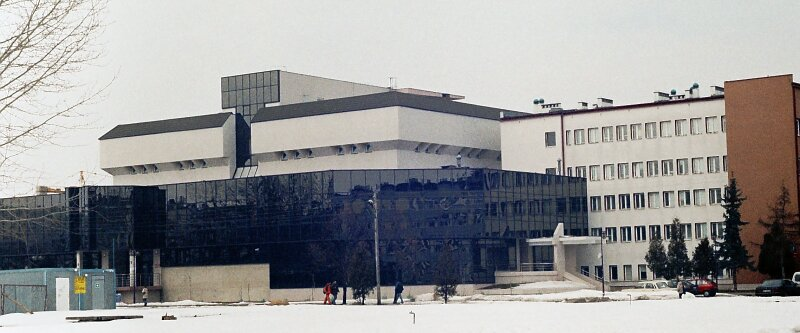
Biblioteka Uniwersytetu Rzeszowskiego i budynek Instytutu Biologii przy ulicy prof. Stanisława Pigonia

Uniwersytet Rzeszowski (łac. Universitas Resoviensis) – polska publiczna szkoła wyższa w Rzeszowie, trzecia co do wielkości uczelnia akademicka Polski Wschodniej, utworzona w 2001 roku. Od 1 stycznia 2025 r. w jej strukturach funkcjonuje 15 wydziałów z czego 4 w ramach Collegium Medicum.

## Historia
Historia Uniwersytetu Rzeszowskiego sięga roku 1963, kiedy to powstało w Rzeszowie Studium Terenowe Wydziałów Filologiczno-Historycznego i Matematyczno-Fizycznego Wyższej Szkoły Pedagogicznej w Krakowie. W 1965 Studium zostało przekształcone w Wyższą Szkołę Pedagogiczną w Rzeszowie, stając się drugą samodzielną uczelnią na Rzeszowszczyźnie. W 1969 w Rzeszowie rozpoczęła działalność filia Uniwersytetu Marii Curie-Skłodowskiej w Lublinie, zaś w 1973 Zamiejscowy Wydział Ekonomiki Produkcji i Obrotu Rolnego Akademii Rolniczej im. Hugona Kołłątaja w Krakowie. Lata dziewięćdziesiąte XX wieku to okres starań na rzecz powołania do życia uniwersytetu z siedzibą w Rzeszowie.
1 września 2001 to oficjalna data utworzenia Uniwersytetu Rzeszowskiego (UR), który powstał z połączenia trzech istniejących w Rzeszowie szkół wyższych: rzeszowskiej Wyższej Szkoły Pedagogicznej, filii Uniwersytetu Marii Curie-Skłodowskiej oraz Wydziału Ekonomii krakowskiej Akademii Rolniczej. Ramy prawne funkcjonowania uczelni nadała ustawa Sejmu RP z 7 czerwca 2001. Pierwszym rektorem UR został z nominacji ministra edukacji narodowej Edmunda Wittbrodta (Akcja Wyborcza Solidarność) prof. dr hab. Tadeusz Lulek, natomiast w pierwszych wyborach rektorskich w marcu 2002 zwyciężył związany z Sojuszem Lewicy Demokratycznej ostatni rektor rzeszowskiej WSP, prof. dr hab. Włodzimierz Bonusiak.
W 2006 roku z okazji pięciolecia uczelni na patronkę Uniwersytetu Rzeszowskiego wybrano św. Jadwigę Andegaweńską.

## Władze

### Władze rektorskie
W kadencji 2024–2028:
| Stanowisko                                                   | Imię i nazwisko                 |
| ------------------------------------------------------------ | ------------------------------- |
| Rektor                                                       | prof. dr hab. Adam Reich        |
| Prorektor ds. Studenckich i Kształcenia                      | prof. dr hab. Sabina Grabowska  |
| Prorektor ds. Collegium Medicum                              | prof. dr hab. Artur Mazur       |
| Prorektor ds. Współpracy z Otoczeniem Społeczno-Gospodarczym | prof. dr hab. Janusz Pasterski  |
| Prorektor ds. Finansów i Rozwoju                             | dr hab. Józef Cebulski          |
| Prorektor ds. Nauki i Współpracy Międzynarodowej             | prof. dr hab. Jolanta Szempruch |

### Władze kanclerskie
W kadencji 2024–2028:
| Stanowisko         | Imię i nazwisko     |
| ------------------ | ------------------- |
| Zastępca kanclerza | dr Adam Nadecki     |
| Kwestor            | mgr Marzena Filipek |

## Poczet rektorów
1. prof. dr hab. Tadeusz Lulek (2001–2002)
2. prof. dr hab. Włodzimierz Bonusiak (2002–2008)
3. prof. dr hab. Stanisław Uliasz (2008–2012)
4. prof. dr hab. Aleksander Bobko (2012–2015)
5. prof. dr hab. Sylwester Czopek (2015–2024)
6. prof. dr hab. Adam Reich (od 2024)

## Struktura organizacyjna
Od 1 stycznia 2025:
- Wydział Biologii i Ochrony Przyrody
- Wydział Ekonomii i Finansów
- Wydział Filologiczny
- Wydział Humanistyczny
- Wydział Muzyki
- Wydział Nauk Społecznych
- Wydział Nauk Ścisłych i Technicznych
- Wydział Pedagogiki i Filozofii
- Wydział Prawa i Administracji
- Wydział Sztuk Pięknych
- Wydział Technologiczno-Przyrodniczy

oraz wydzielone w strukturze Uniwersytetu jako Collegium Medicum:
- Wydział Biotechnologii
- Wydział Medyczny
- Wydział Nauk o Kulturze Fizycznej
- Wydział Nauk o Zdrowiu i Psychologii

Od 1 października 2019 do 31 grudnia 2024:
- Kolegium Nauk Humanistycznych
- Kolegium Nauk Medycznych
- Kolegium Nauk Przyrodniczych
- Kolegium Nauk Społecznych

## Kierunki kształcenia[11]
| Nazwa kierunku                                   | Nazwa wydziału                       | Studia I stopnia | Studia II stopnia | Studia jednolite magisterskie |
| ------------------------------------------------ | ------------------------------------ | ---------------- | ----------------- | ----------------------------- |
| Biologia                                         | Wydział Biologii i Ochrony Przyrody  | ☑                | ☑                 |                               |
| Ekonomia                                         | Wydział Ekonomii i Finansów          | ☑                | ☑                 |                               |
| Finanse i Rachunkowość                           | Wydział Ekonomii i Finansów          | ☑                | ☑                 |                               |
| Filologia angielska                              | Wydział Filologiczny                 | ☑                | ☑                 |                               |
| Filologia germańska                              | Wydział Filologiczny                 | ☑                | ☑                 |                               |
| Filologia rosyjska                               | Wydział Filologiczny                 | ☑                | ☑                 |                               |
| Lingwistyka stosowana                            | Wydział Filologiczny                 | ☑                | ☑                 |                               |
| Nauczanie j. obcych -j. angielski i j. rosyjski  | Wydział Filologiczny                 |                  |                   | ☑                             |
| Polonistyka stosowana                            | Wydział Filologiczny                 | ☑                |                   |                               |
| Filologia polska                                 | Wydział Filologiczny                 | ☑                | ☑                 |                               |
| Logopedia z nauczaniem j. pol. jako obcego       | Wydział Filologiczny                 | ☑                |                   |                               |
| Media Visual and Social Communication - EN       | Wydział Filologiczny                 | ☑                |                   |                               |
| Dziennikarstwo i komunikacja społeczna           | Wydział Filologiczny                 | ☑                | ☑                 |                               |
| Archeologia                                      | Wydział Humanistyczny                | ☑                | ☑                 |                               |
| Historia                                         | Wydział Humanistyczny                | ☑                | ☑                 |                               |
| Kulturoznawstwo                                  | Wydział Humanistyczny                | ☑                | ☑                 |                               |
| Turystyka historyczna i naukowa                  | Wydział Humanistyczny                | ☑                | ☑                 |                               |
| Muzeologia                                       | Wydział Humanistyczny                | ☑                | ☑                 |                               |
| Edukacja artystyczna w zakresie sztuki muzycznej | Wydział Muzyki                       | ☑                | ☑                 |                               |
| Jazz i muzyka rozrywkowa                         | Wydział Muzyki                       | ☑                | ☑                 |                               |
| Instrumentalistyka                               | Wydział Muzyki                       | ☑                |                   |                               |
| Bezpieczeństwo wewnętrzne                        | Wydział Nauk Społecznych             | ☑                | ☑                 |                               |
| Politologia                                      | Wydział Nauk Społecznych             | ☑                | ☑                 |                               |
| Praca socjalna                                   | Wydział Nauk Społecznych             | ☑                | ☑                 |                               |
| Socjologia                                       | Wydział Nauk Społecznych             | ☑                | ☑                 |                               |
| Stosunki międzynarodowe                          | Wydział Nauk Społecznych             | ☑                |                   |                               |
| Studia miejskie                                  | Wydział Nauk Społecznych             |                  | ☑                 |                               |
| Fizyka                                           | Wydział Nauk Ścisłych i Technicznych |                  | ☑                 |                               |
| Informatyka                                      | Wydział Nauk Ścisłych i Technicznych | ☑                | ☑                 |                               |
| Inżynieria materiałowa                           | Wydział Nauk Ścisłych i Technicznych | ☑                | ☑                 |                               |
| Matematyka                                       | Wydział Nauk Ścisłych i Technicznych | ☑                | ☑                 |                               |
| Mechatronika                                     | Wydział Nauk Ścisłych i Technicznych | ☑                | ☑                 |                               |
| Optometria                                       | Wydział Nauk Ścisłych i Technicznych | ☑                |                   |                               |
| Systemy diagnostyczne w medycynie                | Wydział Nauk Ścisłych i Technicznych | ☑                |                   |                               |
| Informatyka i ekonometria                        | Wydział Nauk Ścisłych i Technicznych | ☑                |                   |                               |
| Pedagogika specjalna                             | Wydział Pedagogiki i Filozofii       |                  |                   | ☑                             |
| Pedagogika przeszklona i wczesnoszkolna          | Wydział Pedagogiki i Filozofii       |                  |                   | ☑                             |
| Pedagogika                                       | Wydział Pedagogiki i Filozofii       | ☑                | ☑                 |                               |
| Nauki o Rodzinie                                 | Wydział Pedagogiki i Filozofii       | ☑                |                   |                               |
| Filozofia                                        | Wydział Pedagogiki i Filozofii       | ☑                | ☑                 |                               |
| Komunikacja międzykulturowa                      | Wydział Pedagogiki i Filozofii       | ☑                | ☑                 |                               |
| Prawo                                            | Wydział Prawa i Administracji        |                  |                   | ☑                             |
| Administracja                                    | Wydział Prawa i Administracji        | ☑                | ☑                 |                               |
| Grafika                                          | Wydział Sztuk Pięknych               |                  |                   | ☑                             |
| Malarstwo                                        | Wydział Sztuk Pięknych               |                  |                   | ☑                             |
| Sztuki wizualne                                  | Wydział Sztuk Pięknych               | ☑                | ☑                 |                               |
| Agroleśnictwo                                    | Wydział Technologiczno-Przyrodniczy  | ☑                |                   |                               |
| Architektura krajobrazu                          | Wydział Technologiczno-Przyrodniczy  | ☑                | ☑                 |                               |
| Logistyka w sektorze rolno-spożywczym            | Wydział Technologiczno-Przyrodniczy  | ☑                | ☑                 |                               |
| Menedżer rozwoju produktu                        | Wydział Technologiczno-Przyrodniczy  | ☑                |                   |                               |
| Rolnictwo                                        | Wydział Technologiczno-Przyrodniczy  | ☑                | ☑                 |                               |
| Technologia żywności i żywienie człowieka        | Wydział Technologiczno-Przyrodniczy  | ☑                | ☑                 |                               |
| Odnawialne źródła energii i gospodarka odpadami  | Wydział Technologiczno-Przyrodniczy  | ☑                | ☑                 |                               |
| Ochrona środowiska                               | Wydział Technologiczno-Przyrodniczy  | ☑                | ☑                 |                               |
| Biotechnologia                                   | Wydział Biotechnologii               | ☑                | ☑                 |                               |
| Kierunek lekarski                                | Wydział Medyczny                     |                  |                   | ☑                             |
| Kierunek lekarski - EN                           | Wydział Medyczny                     |                  |                   | ☑                             |
| Elektroradiologia                                | Wydział Medyczny                     | ☑                |                   |                               |
| Analityka medyczna                               | Wydział Medyczny                     |                  |                   | ☑                             |
| Turystyka i Rekreacja                            | Wydział nauk o Kulturze Fizycznej    | ☑                | ☑                 |                               |
| Wychowanie Fizyczne                              | Wydział nauk o Kulturze Fizycznej    | ☑                | ☑                 |                               |
| Dietetyka                                        | Wydział Nauk o Zdrowiu i Psychologii | ☑                | ☑                 |                               |
| Fizjoterapia                                     | Wydział Nauk o Zdrowiu i Psychologii |                  |                   | ☑                             |
| Ratownictwo medyczne                             | Wydział Nauk o Zdrowiu i Psychologii | ☑                |                   |                               |
| Pielęgniarstwo                                   | Wydział Nauk o Zdrowiu i Psychologii | ☑                | ☑                 |                               |
| Położnictwo                                      | Wydział Nauk o Zdrowiu i Psychologii | ☑                | ☑                 |                               |
| Psychologia                                      | Wydział Nauk o Zdrowiu i Psychologii |                  |                   | ☑                             |
| Zdrowie Publiczne                                | Wydział Nauk o Zdrowiu i Psychologii | ☑                | ☑                 |                               |

## Budynki Uniwersytetu Rzeszowskiego[12]
| REJON           | LOKALIZACJA BUDYNKU   | NR BUDYNKU | JEDNOSTKA UNIWERSYTETU |
| --------------- | --------------------- | ---------- | --- |
| JAŁOWEGO        | ul. Jałowego 24       | B1         | Instytut Pedagogiki |
| JAŁOWEGO        | ul. Kasprowicza 1     | B2         | Studium Wychowania Fizycznego i Rekreacji, Akademicki Związek Sportowy UR |
| JAŁOWEGO        |                       |            | |
| JAŁOWEGO        | ul. Hoffmanowej 25    | B4         | Hala Sportowa UR |
| JAŁOWEGO        |                       |            | |
| REJTANA         | ul. Pigonia 1         | A0         | Instytut Matematyki, Instytut Informatyki, Instytut Inżynierii Materiałowej, Instytut Biologii i Biotechnologii, Instytut Nauk Fizycznych, Centrum Innowacji i Transferu Wiedzy Techniczno-Przyrodniczej, Centrum Dydaktyczno-Naukowe Mikroelektroniki i Nanotechnologii, Interdyscyplinarne Centrum Modelowania Komputerowego |
| REJTANA         | ul. Rejtana 16C       | A1         | Rektorat |
| REJTANA         | ul. Kopisto 2A        | A2         | Dziekanat Kolegium Nauk Medycznych, Instytut Sztuk Pięknych |
| REJTANA         | ul. Kopisto 2B        | A3         | Dziekanat Kolegium Nauk Humanistycznych, Instytut Neofilologii |
| REJTANA         | ul. Pigonia 6         | A4         | Wydawnictwo Uniwersytetu Rzeszowskiego, Biuro ds. Osób z Niepełnosprawnościami, Kolegium Nauk Medycznych |
| REJTANA         | ul. Leszka Czarnego 4 | A5         | Zakład Nauk o Człowieku |
| CENTRUM         | ul. Siemieńskiego 17  | C1         | D.S. „Olimp” |
| CENTRUM         | ul. Warszawska 26A    | C2         | Centrum Symulacji Medycznej |
| CENTRUM         | ul. Grunwaldzka 11,13 | C3         | Instytut Nauk Prawnych |
| CENTRUM         | pl. Ofiar Getta 4-5   | C4         | Instytut Nauk Prawnych, Uniwersytecka Poradnia Prawna przy Wydziale Prawa i Administracji Uniwersytetu Rzeszowskiego |
| CENTRUM         | ul. Siemieńskiego 17C | C5         | Uniwersytecka Składnica Materiałów Archeologicznych |
| CENTRUM         | ul. Piłsudskiego 21   | C6         | Dom Nauczyciela Akademickiego |
| CENTRUM         | ul. Moniuszki 10      | C8         | Instytut Archeologii |
| CICHA           | ul. Cicha 2           | E1         | D.S. „Laura” |
| CICHA           | ul. Cicha 2           | E2         | D.S. „Filon” |
| CICHA           | ul. Cicha 4A          | E3         | |
| CICHA           | ul. Cicha 2A          | E4         | Instytut Nauk o Kulturze Fizycznej |
| CICHA           | ul. Dąbrowskiego 83   | E5         | Instytut Muzyki |
| CICHA           | ul. Dąbrowskiego 60A  | E6         | Biblioteka Instytutu Nauk Prawnych |
| ZALESIE         | ul. Ćwiklińskiej 2    | D1         | Instytut Ekonomii i Finansów |
| ZALESIE         | ul. Ćwiklińskiej 1    | D2         | Dziekanat wydziału Biologczno - rolniczego |
| ZALESIE         | ul. Ćwiklińskiej 1A   | D3         | Dziekanat Kolegium Nauk Przyrodniczych |
| ZALESIE         | ul. Ćwiklińskiej 2A   | D4         | Dom Nauczyciela Akademickiego „Mrowisko” |
| ZALESIE         | ul. Ćwiklińskiej 2B   | D5         | D.S. „Merkury” |
| ZALESIE         | ul. Ćwiklińskiej 2C   | D6         | D.S. „Hilton” |
| ZALESIE         | ul. Zelwerowicza 8B   | D7         | Instytut Nauk Rolniczych, Ochrony i Kształtowania Środowiska, Podkarpackie Centrum Innowacyjno-Badawcze Środowiska |
| ZALESIE         | ul. Zelwerowicza 4    | D9         | Instytut Technologii Żywności i Żywienia, Centrum Transferu Technologii i Badań Podstawowych |
| ZALESIE         | ul. Ćwiklińskiej 2D   | D10        | Centrum Innowacji i Wdrożeń w Przemyśle Spożywczym |
| ZALESIE         | ul. Ćwiklińskiej 2E   | D11        | Laboratorium Biotechnologii Roślin „Aeropolis” |
| WERYNIA         | Werynia 502           | W1         | Zespół Pałacowo-Parkowy Uniwersytetu Rzeszowskiego w Weryni |
| WERYNIA         | Werynia 2             | W2         | Centrum Eksperymentalne |
| WERYNIA         | Werynia 2a            | W3         | Sala Operacyjna |
| WERYNIA         | Werynia 2             | W3a        | Interdyscyplinarne Centrum Badań Przedklinicznych i Klinicznych |
| WERYNIA         | Werynia 504           | W4         | Rybakówka |
| KOLBUSZOWA      | ul. Sokołowska 26     | W5         | |
| PIGONIA         | ul. Pigonia 8         | G1         | Biblioteka Główna |
| PIGONIA         | ul. Warzywna 1        | G4         | Kolegium Nauk Medycznych, Instytut Nauk Medycznych, Przyrodniczo – Medyczne Centrum Badań Innowacyjnych |
| PIGONIA         | ul. Warzywna 1        | G5         | Instytut Nauk o Zdrowiu |
| KRASNE          |                       |            | Stacja doświadczalna |
| IWONICZ - ZDRÓJ | ul. Zadwór 1          |            | Międzynarodowe Centrum Edukacji Ekologicznej Zespół Pałacowo-Parkowy Uniwersytetu Rzeszowskiego |

## Doktorzy Honoris Causa
Uniwersytet Rzeszowski nadał tytuły doktora honoris causa:
- papieżowi Janowi Pawłowi II – 20 lutego 2005 r.
- prof. Józefowi Szajnie – 6 czerwca 2007 r.
- prof. dr hab. Feliksowi Kirykowi – 6 czerwca 2007 r.
- prof. dr hab. Markowi Gedlowi – 7 czerwca 2008 r.
- prof. dr Franciszkowi Chrapkiewiczowi-Chapeville – 7 czerwca 2008 r.
- ks. abp dr Ignacemu Tokarczukowi – 16 czerwca 2009 r.
- prof. dr hab. Jerzemu Wyrozumskiemu – 16 czerwca 2010 r.
- Wiesławowi Myśliwskiemu – 14 maja 2012 r.
- prof. Rudolfowi Simkowi – 8 października 2013 r.
- prof. Igorowi Cependzie - 8 czerwca 2015r.
- Frankowi Wilczkowi 2016r.
- prof. Jan Miodek - 27 lutego 2017r.
- Annie Blom - 7 czerwca 2018r.
- prof. Ritcie Süssmuth - 22 stycznia 2018r.
- prof. Shimonowi Redlichowi - 28 stycznia 2019r.
- prof. Aleksandrowi Kośko - 4 grudnia 2019r.
- Biskupowi Kazimierzowi Górnemu - 13 października 2020r.
- Jurijowi Andruchowyczowi - 6 czerwca 2022r.
- prof. Bronisławowi Włodzimierzowi Sitkowi - 6 czerwca 2022r.
- prof. Mansur Rahnama-Hezavah - 6 czerwca 2023r.
- prof. Grzegorzowi Węgrzyn - 11 czerwca 2024 r.

## Profesorowie honorowi[14]
- prof. dr hab. Andrzej Kotecki - 2 października 2023 r.
- prof. Christian Lübke - 6 czerwca 2016 r.
- prof. Domenico Laforgia – 6 grudnia 2012 r.
- prof. Leonid Zaszkilniak – 6 listopada 2008 r.
- prof. Mária Bujňáková – 1 października 2007 r.
- prof. Marko Jačov – 1 października 2007 r.
- prof. Jurij Makar – 1 października 2007 r.
- prof. Vladimir Babčak – 15 grudnia 2006 r.
- prof. František Mihina – 15 grudnia 2006 r.
- prof. Walery Skotny – 15 grudnia 2006 r.